# Ервін Резенер
Ервін Резенер (нім. Erwin Rösener; 2 лютого 1902, Шверте, Німецька імперія — 4 вересня 1946, Любляна, Югославія) — німецький офіцер, обергруппенфюрер СС, генерал військ СС і поліції (1 серпня 1944). Кавалер Німецького хреста в золоті.

## Біографія
Відвідував початкову школу і реальне училище в Гельзенкірхені. Потім вивчився на електромонтера і працював за фахом в Аахені. 6 листопада 1926 року вступив у НСДАП (квиток № 46 771) і СА в Аахені. Навчався на інженера-електрика. В 1927-29 роках — командир 16-го штурму СА. У жовтні 1929 року подав заявку на вступ в СС. У 1930 році його заявка була схвалена і він перейшов з СА в СС (посвідчення № 3 575). З 4 листопада 1930 року — в 73 штурмі СС. З лютого 1931 року — командир 3-го штурму 5-го штандарта СС в Бролі.
З 21 грудня 1931 року — командир 4-го штурмбанна 58-го штандарта СС в Кельні, а з 13 березня 1932 року — командир 58-го штандарта СС. У 1932 році пройшов підготовку офіцера СС в школі рейхсфюрера СС в Мюнхені. З грудня 1932 року — командир штурмбанна 20-го штандарта СС в Дюссельдорфі, а з 20 липня 1933 року — командир 20-го штандарта СС. 12 листопада 1933 року обраний депутатом Рейхстагу від Східного Дюссельдорфа. З 10 вересня 1934 року — командир 61-го штандарта СС в Алленштайні. З 13 вересня 1936 року — начальник штабу оберабшніта СС «Схід» в Берліні. З 1 листопада 1938 по 19 червня 1940 року — начальник штабу оберабшніта «Рейн» у Вісбадені.
У лютому-березні 1940 року пройшов стажування в ОРПО, а в березні-травні — в зіпо і СД в Вісбадені. З 18 червня 1940 по 18 листопада 1941 року — керівник оберабшніта СС «Рейн». З 24 липня 1940 року — вищий керівник СС і поліції в окрузі «Рейн». З 24 листопада 1941 року і до кінця війни вищий керівник СС і поліції і командир оберабшніта СС «Альпенланд» (зі штаб-квартирою в Зальцбурзі), в територію якого також входила Словенія. Очолював об'єднання СС на Балканах, тісно співпрацював з Леоном Рупніком і Грегорієм Рожманом. З жовтня 1944 року очолював оперативний штаб по боротьбі з партизанами в Лайбаху. Керував проведенням широкомасштабних каральних акцій проти мирного населення і партизан.
Після війни втік до Австрії, але 17 травня 1945 року заарештований британськими військами у військовому шпиталі в Шпитталі. Потім виданий Югославії і в березні 1946 року переведений до Люблянської в'язниці. 21 серпня 1946 року разом з Леоном Рупніком та іншими звинувачений у військових злочинах Народним трибуналом Югославії. 30 серпня засуджений до страти. 4 вересня 1946 року повішений і того ж дня похований у безіменній могилі на Люблянському кладовищі Жале.

## Нагороди
- Німецький імперський спортивний знак в сріблі
- Почесний кут старих бійців
- Кільце «Мертва голова»
- Почесна шпага рейхсфюрера СС
- Золотий партійний знак НСДАП
- Медаль «За вислугу років у НСДАП» в бронзі і сріблі (15 років)
- Хрест Воєнних заслуг
  - 2-го класу з мечами (20 січня 1942)
  - 1-го класу з мечами (20 квітня 1942)
- Залізний хрест
  - 2-го класу (15 серпня 1942)
  - 1-го класу (14 грудня 1943)
- Нагрудний знак «За боротьбу з партизанами» в сріблі (12 серпня 1944)
- Німецький хрест у золоті (27 січня 1945)